# Taneti Maamau

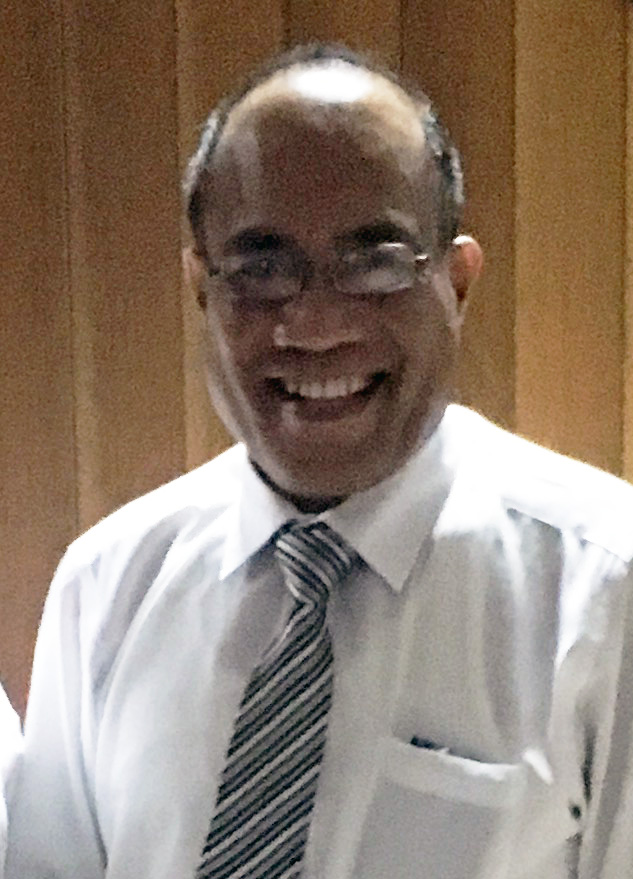
Taneti Maamau

Taneti Maamau (* 16. September 1960 auf Onotoa), in neuerer Schreibung auch Taaneti Maamau, ist ein kiribatischer Politiker und Präsident seines Heimatlandes.

## Politische Karriere
Als Nachfolger von Anote Tong, der nach drei Amtszeiten nicht erneut antreten durfte, ist Maamau seit dem 11. März 2016 Präsident von Kiribati. Unter Teburoro Tito (1994–2003) war er Finanzminister. Maamau, der der Tobwaan Kiribati Party (TKP) angehört, kam bei der Präsidentschaftswahl in Kiribati 2016 mit 19.833 Stimmen auf rund 60 % und setzte sich in 16 von 23 Wahlbezirken gegen Rimeta Beniamina durch. Bei der Präsidentschaftswahl 2020 wurde er mit 59,32 Prozent der Stimmen wiedergewählt. 2024 wurde er in einer Wahl für die verfassungsgemäß maximal mögliche dritte Amtszeit erneut bestätigt.
Am 18. März 2016 vereidigte er zehn Minister seines 12-köpfigen Kabinetts.